# Мобара (Тіба)

35°25′42″ пн. ш. 140°17′17″ сх. д. / 35.42833° пн. ш. 140.28806° сх. д.
Моба́ра (яп. 茂原市, もばらし, МФА: [mobaɾa ɕi̥]) — місто в Японії, в префектурі Тіба.

## Короткі відомості
Розташоване в центральній частині префектури. Виникло на основі середньовічного торговельного поселення, що займалося продажем морських продуктів з берегів Кудзюкурі. Основою економіки є сільське господарство, хімічна промисловість, виготовлення електротоварів. Місто є лідером Японії з видобутку природного газу (йоду). Станом на 1 жовтня 2008 площа міста становила 100,01 км². Станом на 1 січня 2009 населення міста становило 92 943 осіб.